# ジョン・マーテル
ジョン・マーテル (John Martel)は、カリブ海で活動したフランスの海賊。名はジェームズやジャンとも呼ばれる。

## 人物
マーテルはスペイン継承戦争でジャマイカの私掠船に乗っていたとされる。ユトレヒト条約の締結によって職を失うと、他の多くの者と同様に海賊行為に走った。1716年9月、マーテルは砲8門、乗組員80人のスループ船を指揮し、ジャマイカからキューバ沖を航海した。この航海ではギャレー船バークレー号から現金1,000ポンド、スループ船キング・ソロモン号からは食糧のほか現金を掠奪した。カバーニャ港へ向かった一味は、途中でスループ船2隻を掠奪した。キューバを出港すると、砲20門のギャレー船ジョン・アンド・マーサ号と遭遇し、これを拿捕した。一部の乗組員を仲間に加えた後で積荷は奪った。マーテルはこの船に砲22門を搭載し、100人を乗り組ませた。さらにスループ船には25人を乗せて僚船とした。こうして船隊を組んだ一味はリーワード諸島へ向かい、そこでブリガンティン船を含む3隻を捕える成功を収めた。
12月、一味はギャレー船ケント号、バルバドス籍の小型船およびスループ船、ロンドン籍のギャレー船グレイハウンド号を拿捕した。一味は希望した者を仲間に加え、グレイハウンド号からは奴隷40人を奪った。これらの活動の後、一味はセント・クロイ島を拠点とし、島に大砲を据え付けてここで補給や船の修理などを行うことにした。この頃、リーワード諸島の総指揮官ハミルトン提督は、バルバドス島の軍艦スカーボロ号のヒューム船長に遣いを出し、マーテル一味の討伐を依頼した。乗組員を補充して出航したヒューム船長は、セント・クロイ島から来た小船からマーテル一味に関する情報を聞きつけ、すぐに島に駆け付けた。

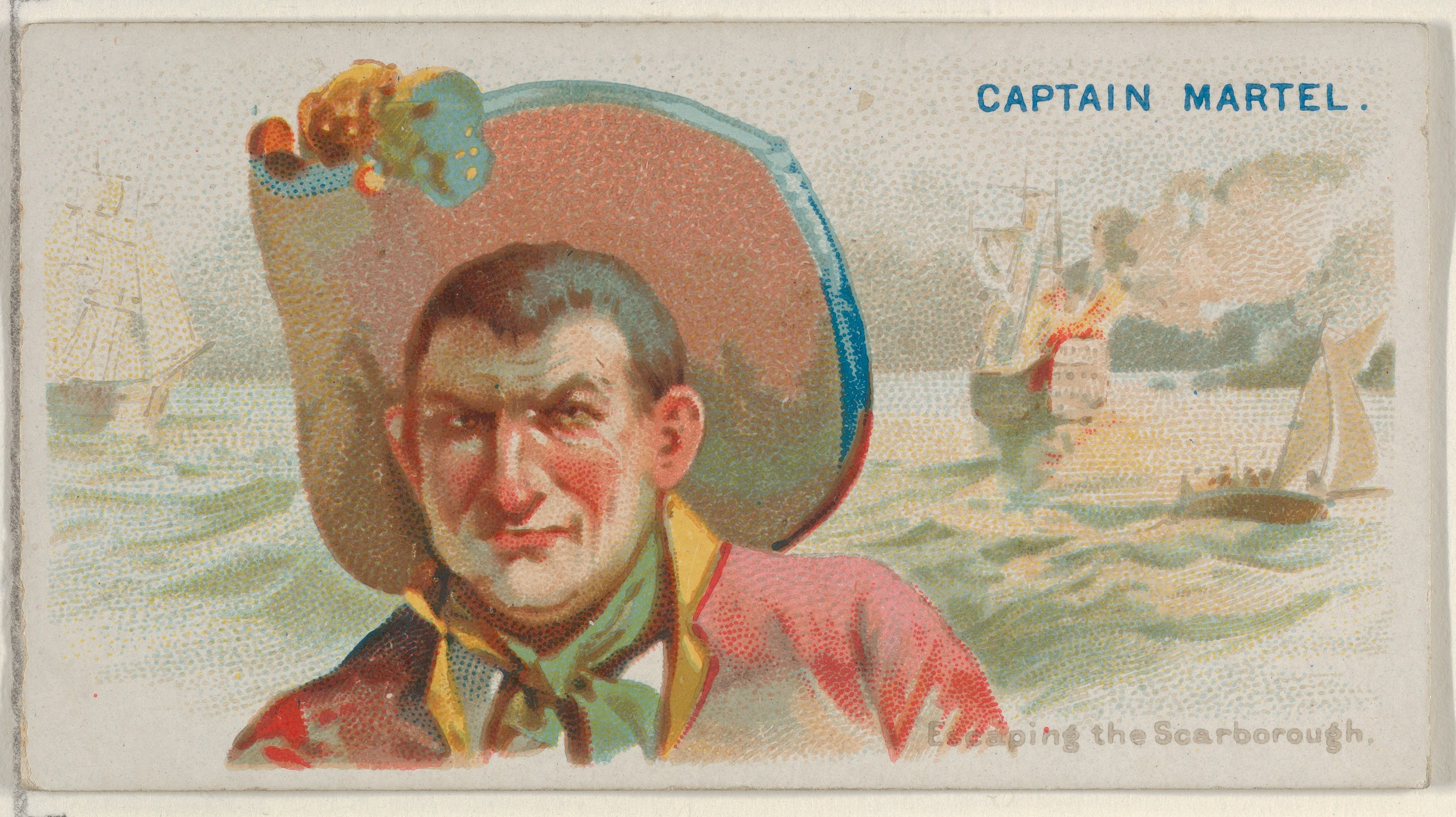
スカーボロ号から逃亡するマーテル船長 Allen & Ginterのシガレットカード「Pirates of the Spanish」(N19)シリーズ

スカーボロ号が接近してくるのを確認したマーテルは軍艦に砲撃を浴びせた。スカーボロ号も応戦し、砲撃は数時間にも及んだ。やがて砲撃は止み、砂州に衝突することを恐れたヒューム船長はスカーボロ号を沖に出して港を封鎖した。軍艦が沖に出たのを好機と見たマーテルは脱出を試みたが、海賊船は座礁し、さらにスカーボロ号が迫って来ていた。脱出の望みがなくなった一味は大混乱に陥って船に火を放った。マーテルたちは20人の奴隷を連れて森に逃げ込み、船に残ったもう20人の奴隷は全員焼け死んだ。一味のうち19人は小型スループ船で脱出した。
マーテルの消息は不明であるが、キャプテン・チャールズ・ジョンソンは森の中で死んだと推測している。ほかに仲間から見放されて無人島に置き去りにされたという説や、ニュープロビデンス島でウッズ・ロジャーズ総督に投降し、王の赦免を受けたという説もある。